# William Coley
William Bradley Coley (Westport, Connecticut, Estados Unidos, 12 de enero de 1862-Nueva York, Nueva York, Estados Unidos, 16 de abril de 1936) fue un cirujano óseo y oncólogo estadounidense. Se le considera como el "padre de la inmunología cancerígena".

## Biografía
Coley estudió entre 1880 y 1884 en la Universidad de Yale donde se graduó con el título Bachelor of Arts. Después estudió durante dos años latín y griego antiguo e la Bishop Scott Government School en Portland (Oregón). En 1886 se matriculó en la Escuela Médica de Harvard. Después de sólo 2 años concluyó la carrera con el título de doctor en medicina y en 1889 trabajó como asistente en la clínica Hernie. En 1891 comenzó a dedicarse de forma intensiva al estudio de las enfermedades cancerígenas. En 1892 cambió al New York Cancer Hospital, conocido en la actualidad como Memorial Sloan-Kettering Cancer Center. En enero de 1925 fue jefe de cirugía del Hospital for the Ruptured and Crippled (en la actualidad: Hospital for Special Surgery). En 1933 se jubiló por motivos de salud, falleciendo 3 años más tarde un día después de ser operado de diverticulitis.
Coley estuvo casada con Alice (su nombre de soltera fue Lancaster) desde 1891, con quien tuvo un hijo (Bradley Lancaster Coley) y una hija (Helen Lancaster Coley, más tarde Helen Coley Nauts). Alice falleció 7 meses más tarde que William Coley. Helen posteriormente rescataría el legado de su padre publicando una serie de monografos analizando sus casos y la eficacia de las infecciones en la prevención y tratamiento del cáncer, y fundando el Cancer Research Institute.

## Contribución de Coley a la inmunología cancerígena
Tras perder a su primer paciente por un osteosarcoma que rápidamente metastasizó, Coley revisó la literatura buscando casos en los que haya habido cura. Coley encontró varios casos reportados por Busch y Fehleisen, entre 1866 y 1882, en que su remisión fue provocada por fiebres altas motivadas por erisipela (una infección bacterial de la capa superior de la piel y de las vías linfáticas). Coley descubrió por medio de trabajos de investigación que también Robert Koch, Louis Pasteur y Emil von Behring habían descrito casos similares después de que se diagnosticara erisipela. Coley rastreó a uno de estos pacientes tratado hace casi una década, de nombre Stein, y lo encontró vivo y sin secuelas. Tras esto se propuso a implementarlo en su práctica. En 1891 inyectó a un paciente con un sarcoma –un inmigrante italiano, de unos 35 años, que ya había sido operado en dos ocasiones de recaídas y que según el pronóstico sólo tenía unas pocas semanas de esperanza de vida– bacterias de erisipela del tipo Streptococcus pyogenes directamente en el tumor. Coley repitió la intervención durante varios meses y el tumor fue a menos. El paciente sobrevivió 8 años más.
Más tarde Coley utilizó una mezcla (la toxina de Coley) de bacterias muertas de Streptococcus pyogenes y Serratia marcescens, junto con endotoxinas activas en los tumores. En los casos de sarcoma de tejido blando Coley alcanzó con su método una tasa de éxito del 51%. Los resultados fueron muy variables y los efectos secundarios considerables. Con el desarrollo de la radioterapia y los avances en la quimioterapia la toxina de Coley fue perdiendo en importancia.
El Premio William B. Coley (William B. Coley Award for Distinguished Research in Basic and Tumor Immunology) se entrega desde 1993 en nombre de Coleys para galardonar los logros en la terapia inmunológica para el cáncer.

## Biografía
- E. F. McCarthy: The Toxins of William B. Coley and the Treatment of Bone and Soft-Tissue Sarcomas. In: Iowa Orthop. J. 26, 2006, S. 154–158. PMID
- D. B. Levine: The Hospital for the Ruptured and Crippled: William Bradley Coley, Third Surgeon-in-Chief 1925–1933.
- C. O. Starnes: Coley's Toxins in Perspective. In: Nature 357, 1992, S. 11–12. PMID 1574121
- B. Wiemann und C. O. Starnes: Coley's toxins, tumor necrosis factor and cancer research: a historical perspective. In: Pharmacol. Ther. 64, 1994, S. 529–564. PMID 7724661 (Review)
- J. Bickels u. a.: Coley's toxin: historical perspective. In: Isr. Med. Assoc. J. 4, 2002, S. 471–472. PMID 12073431
- L. R. Zacharski und V. P. Sukhatme: Coley's toxin revisited: immunotherapy or plasminogen activator therapy of cancer? In: J. Thromb. Haemost. 3, 2005, S. 424–427. PMID 15748226
- C. G. Burdick: WILLIAM BRADLEY COLEY 1862–1936. In: Ann. Surg. 105, 1937, S. 152–155. PMID 17856903

- Datos: Q206543
- Multimedia: William Coley / Q206543